# Алулим
Алулим (на шумерски: 𒀉𒇻𒅆) е легендарен шумерски владетел, смятан за първия монарх, управлявал някога в древна Месопотамия. Известен е от множество древни източници, според които той управлява в Ериду в продължение на хилядолетия във времената преди Всемирния потоп. Той е избран от боговете измежду множеството хора за водач на всички народи.